# Pseudepilysta
Pseudepilysta is een kevergeslacht uit de familie van de boktorren (Cerambycidae). De wetenschappelijke naam van het geslacht werd voor het eerst geldig gepubliceerd in 1996 door Hüdepohl.

## Soorten
Pseudepilysta is monotypisch en omvat slechts de volgende soort:
- Pseudepilysta loebli Hüdepohl, 1996